# MindMaze
MindMaze est une start-up suisse spécialisée dans la thérapie neurodigitale, créée en 2012 et devenue Licorne en 2019.

## Description
La société MinDMaze est fondée à Lausanne le 24 mai 2012 par Tej Tadi. Elle est spécialisée dans la thérapie neurodigitale qui permet d'améliorer la récupération après un accident vasculaire cérébral ou de ralentir la progression de maladies dégénératives comme Alzeimer.
En 2016, elle procède à une levée de fonds de plus de 100 millions de dollars qui lui confère le statut de licorne, c'est-à-dire une valorisation de plus de 1 milliard de dollars. Léonardo Di Caprio fait partie des investisseurs,.
Après une période creuse de 2018 à 2020, la startup annonce redémarrer et avoir profité de cette période pour actualiser ses protocoles numériques.

## Domaines d'application

### Santé
Spécialisée dans le domaine médical, en particulier les neurosciences, MindMaze élargit son périmètre en intégrant d'autres startups du secteurs. Des investisseurs du secteur médical continuent d'investir en 2022 dans la licorne pour développer de nouveaux champs d'applications.

### Sécurité routière
MindMaze intègre le milieu de la formule 1 pour améliorer la sécurité et les performances des pilotes, ceci dans le but de démocratiser à terme cet outil pour améliorer la sécurité routière pour le grand public. Mclaren et Fernando Alonso investissent également dès 2019 dans MindMaze.